# 2010年红场阅兵
2010年紅場閱兵于2010年5月9日在俄罗斯首都莫斯科举行。这次庆典是为了庆祝65年前的1945年，纳粹德国投降和苏联卫国战争的胜利。
2010年的庆典阅兵式是自1991年苏联解体后规模最大的一次，共有10000名官兵和127架各式飞机参加受阅。數10位世界領袖，出席了這項同盟國勝利65週年慶，包括中華人民共和國主席胡錦濤、德國總理梅克爾以及幾乎前蘇聯所有加盟共和國的元首。
受囑目的在於俄羅斯在此次軍演展出軍事裝備包括可攜帶核彈頭的「白楊-M」洲際彈道飛彈。

## 5月9日的盛大阅兵式
此次阅兵将有30个徒步方队依次走过红场，具体名称和顺序如下：
- 鼓乐连
- 国旗队（俄罗斯联邦国旗、胜利旗和俄罗斯联邦武装力量旗帜）
- 方面军军旗队
- 旗帜连
- 俄罗斯联邦武装力量陆海空三军仪仗队
- 卫国战争步兵连
- 卫国战争空军连
- 卫国战争海军连
- 独联体成员国阅兵分队（阿塞拜疆、亚美尼亚、白俄罗斯、哈萨克斯坦、吉尔吉斯斯坦、摩尔多瓦、塔吉克斯坦、乌克兰）
- 反法西斯同盟成员国阅兵分队（波兰、英国、美国、法国）
- 土库曼斯坦方队
- 总统(警卫)团骑兵荣誉护卫队
- 俄罗斯联邦武装力量诸兵种合成军事学院
- 俄罗斯联邦国防部军事大学
- 茹科夫斯基教授和加加林空军学院
- 防空兵雅罗斯斯拉夫尔高等防空导弹学校
- 乌沙科夫海军上将波罗的海海军学院
- 战略火箭兵谢尔普霍夫军事学院
- 莫扎伊斯克军事航天学院
- 航天兵莫斯科无线电电子军事学院
- 马尔格洛夫梁赞高等空降兵指挥学校
- 空降兵第331伞降团阅兵分队
- 莫斯科边防学院
- 俄罗斯内务部内卫部队营
- 俄罗斯紧急情况部民防学院
- 俄罗斯特种建设军事技术大学
- 莫斯科军区第5诸兵种合成摩步旅
- 莫斯科军区第27诸兵种合成摩步旅
- 莫斯科高等军事指挥学校
- 混编军乐队

红场阅兵中最受瞩目的15个武器装备方队名称及顺序如下：
- T-34-85坦克方队
- SU-100自行火炮方队
- GAZ-233014“虎”式多用途特种战车方队
- RPM“巡逻”侦察巡逻车方队
- BTR-80装甲输送车方队
- BMP-3步兵战车方队
- T-90A主战坦克方队
- “MSTA-S”自行榴弹炮方队
- “山毛榉-2 M2”自行火力装置方队
- TOS-1重型火焰喷射系统方队
- “龙卷风”多管火箭炮方队
- S-400防空导弹系统方队
- “铠甲”弹炮合一防空系统方队
- “伊斯坎德尔”战役战术导弹系统方队
- “白杨-M”移动式导弹系统方队

同样备受关注的16个空中方队名称和顺序如下：
- 涂绘国旗和军旗的米-8武装运输直升机方队
- 米-24多用途直升机和米-28攻击直升机方队
- 米-26运输直升机和米-8武装运输直升机方队
- 卡-50、卡-52、卡-27武装直升机方队
- 米格-29SMT前线歼击机和苏-25SM强击机方队
- 安-124“鲁斯兰”运输机和苏-27歼击机方队
- 伊尔-80特种飞机(空中指挥所)和米格-29前线歼击机方队
- A-50预警机和苏-27前线歼击机方队
- 伊尔-78空中加油机、苏-24前线轰炸机和雅克-130高级教练机方队
- 图-95战略导弹轰炸机方队
- 伊尔-78空中加油机、图-95战略导弹轰炸机和米格-29前线歼击机方队
- 图-160超音速战略导弹轰炸机方队
- 伊尔-78空中加油机、图-160战略导弹轰炸机和米格-31超音速歼击截击机方队
- 图-22M3远程超音速战略导弹轰炸机方队
- 苏-34和苏-24前线歼击轰炸机、苏-27和米格-29歼击机方队
- 苏-27歼击机“俄罗斯勇士”和米格-29“雨燕”飞行表演方队

## 图集

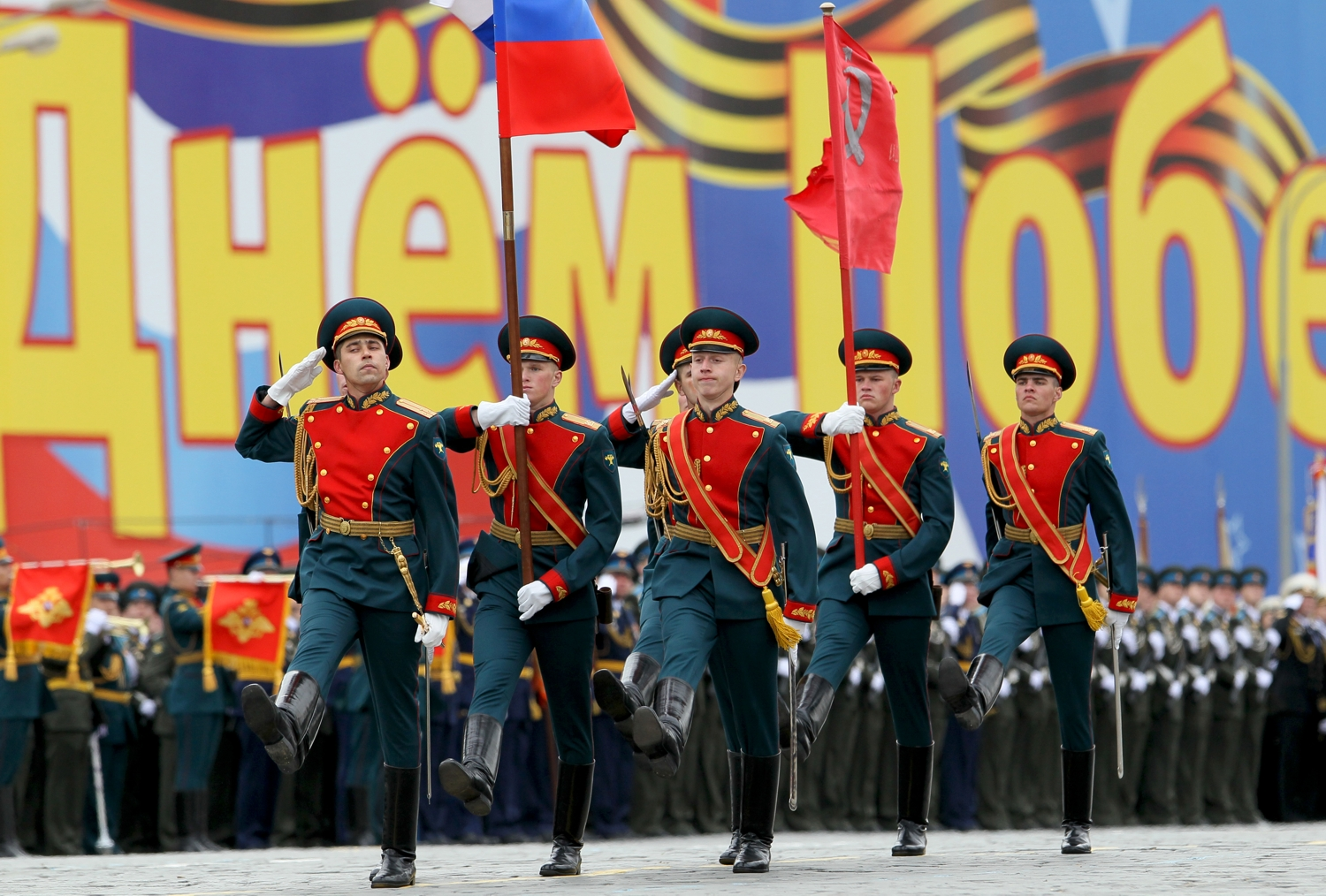
接受检阅的俄羅斯國旗及胜利旗仪仗队
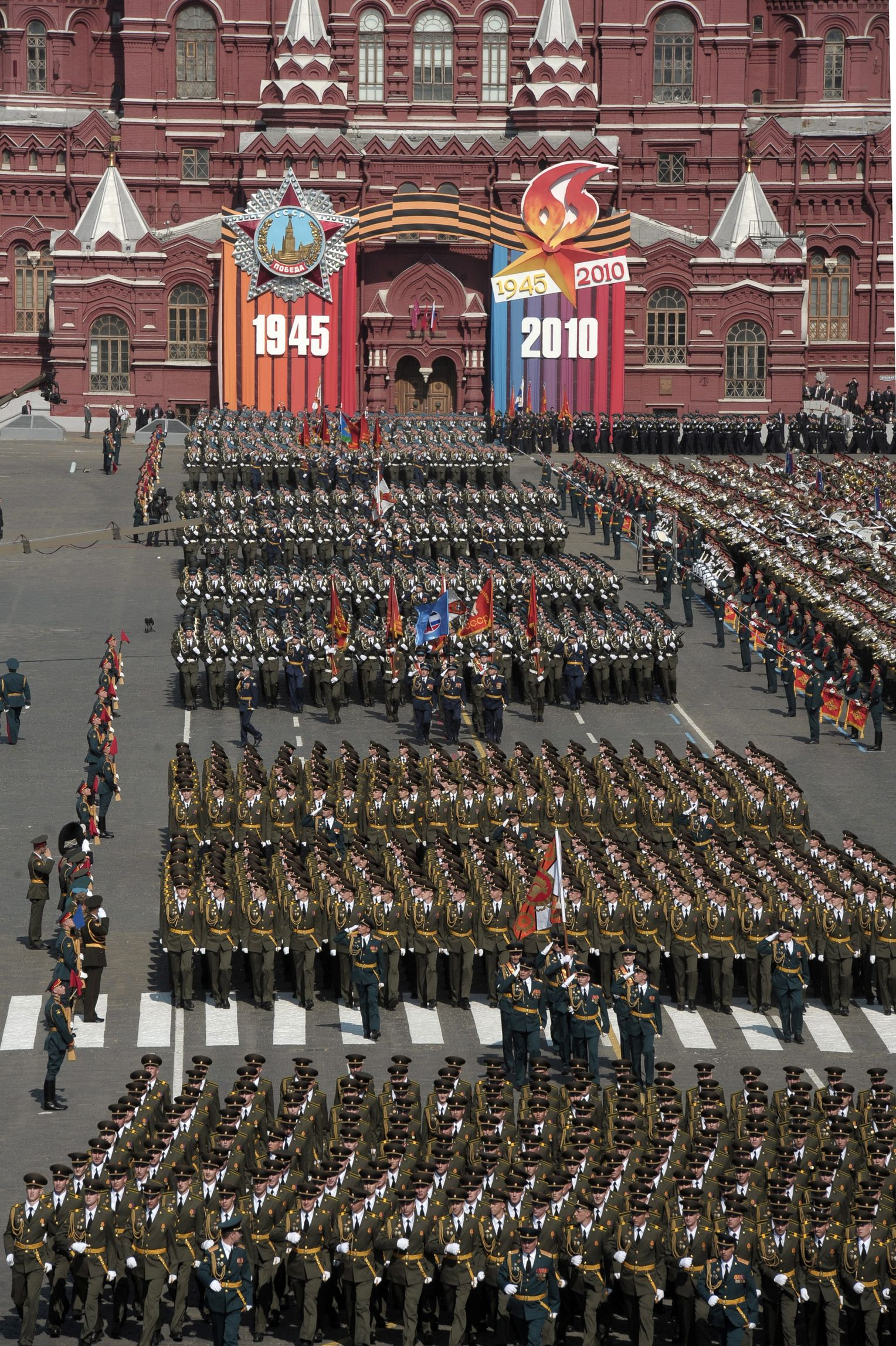
接受检阅的方队远眺
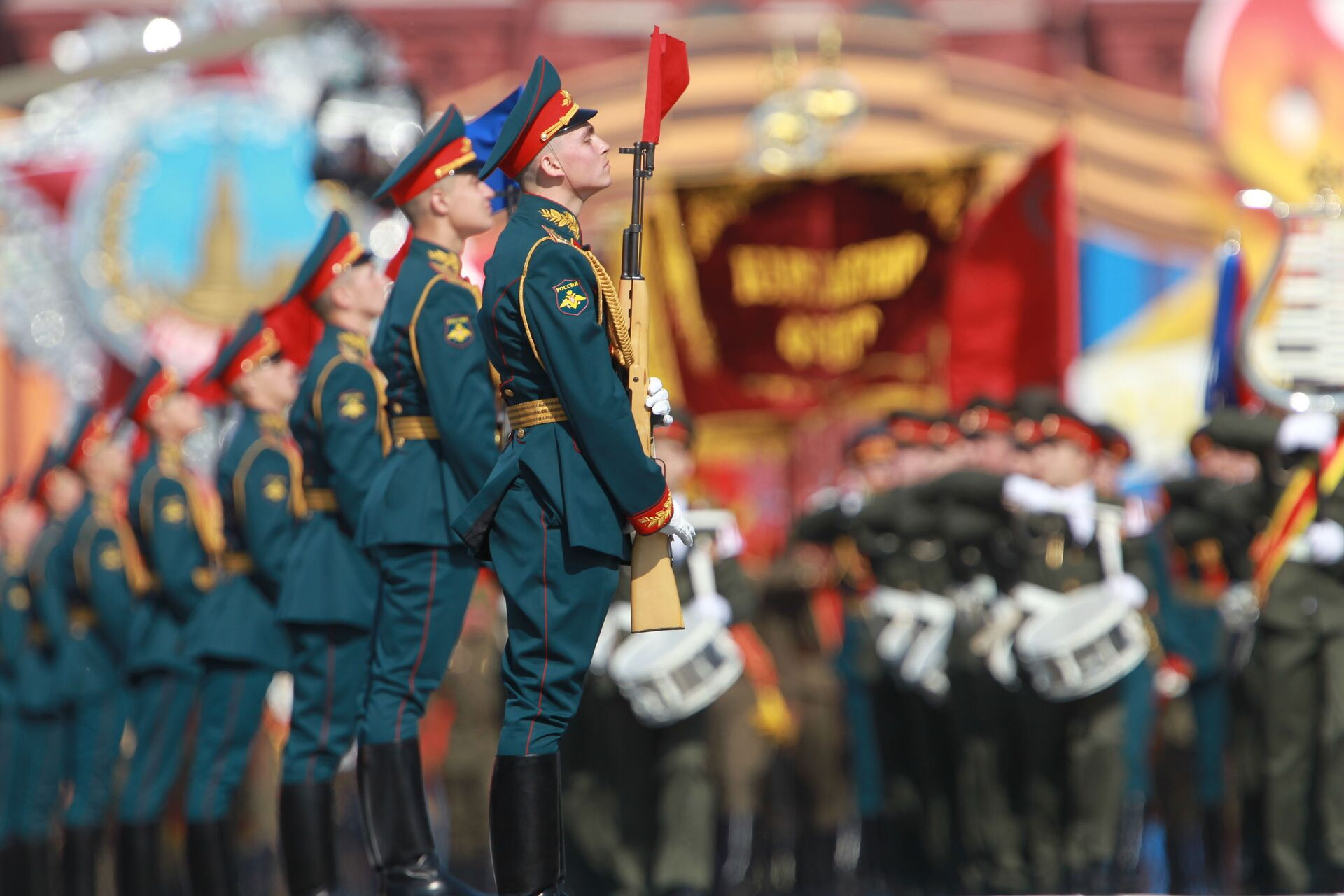
俄罗斯联邦武装力量士兵接受检阅
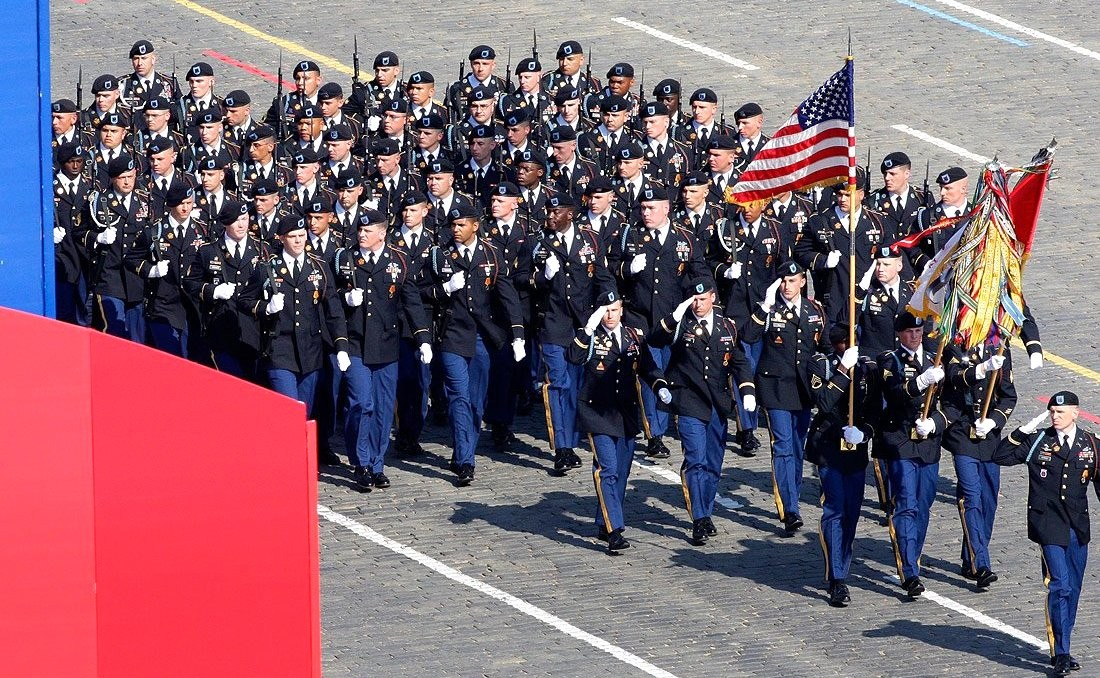
接受检阅的 美国军队
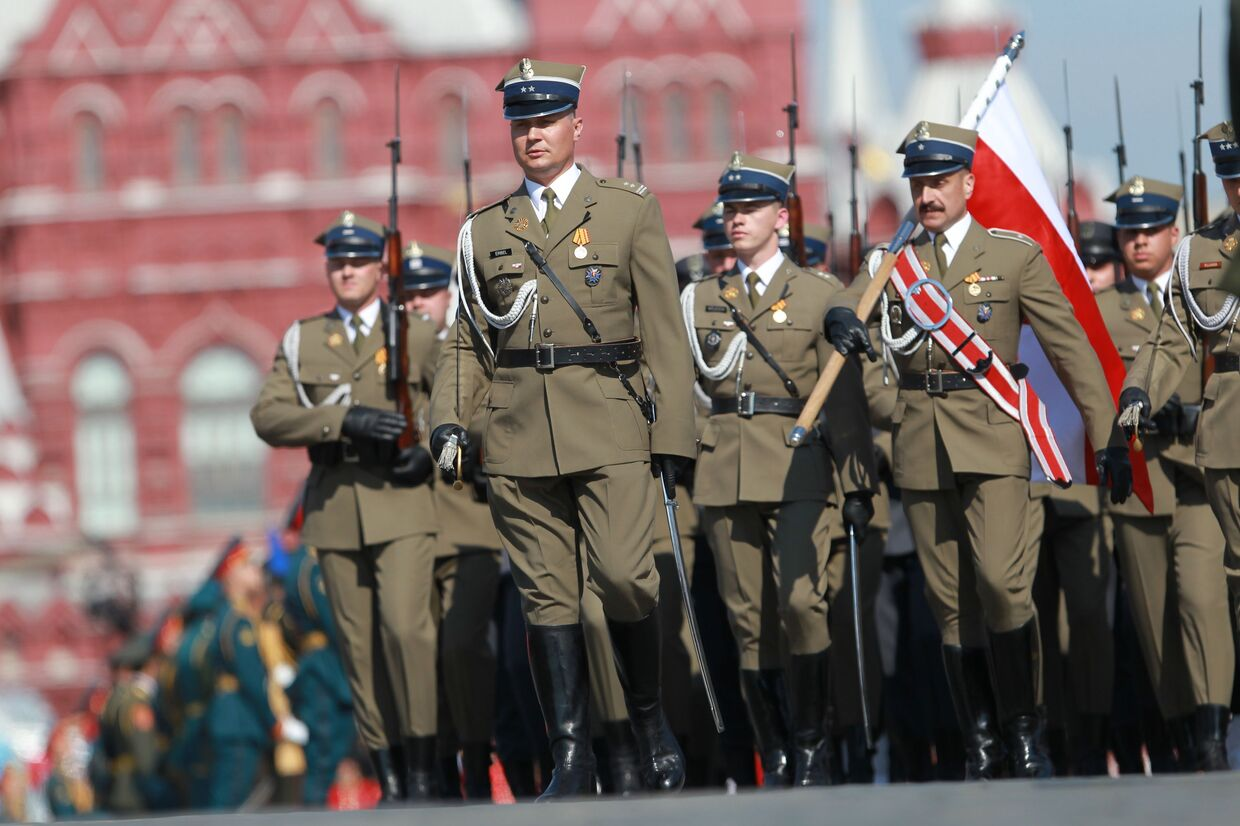
接受检阅的 波蘭军队
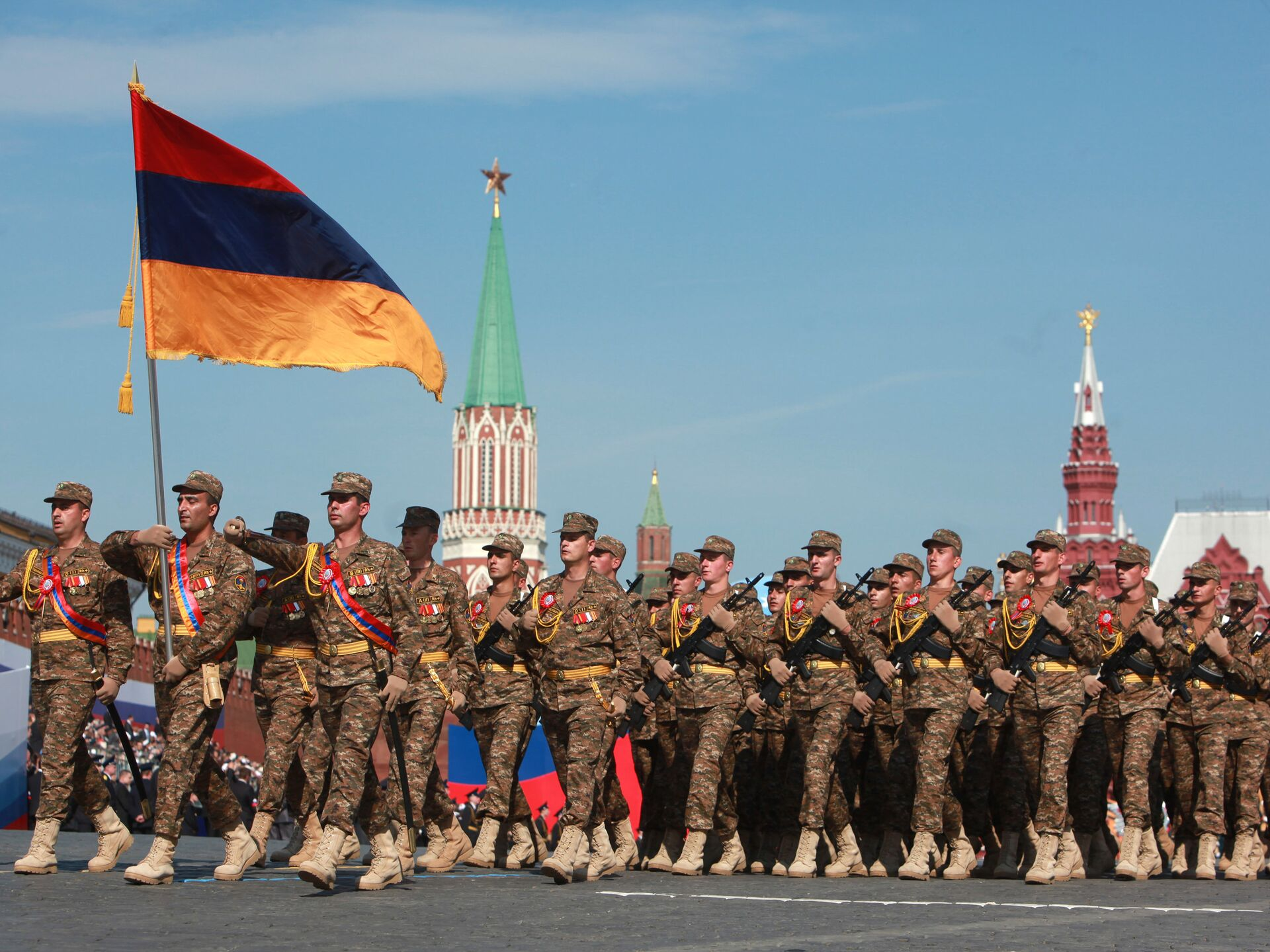
接受检阅的 亞美尼亞军队
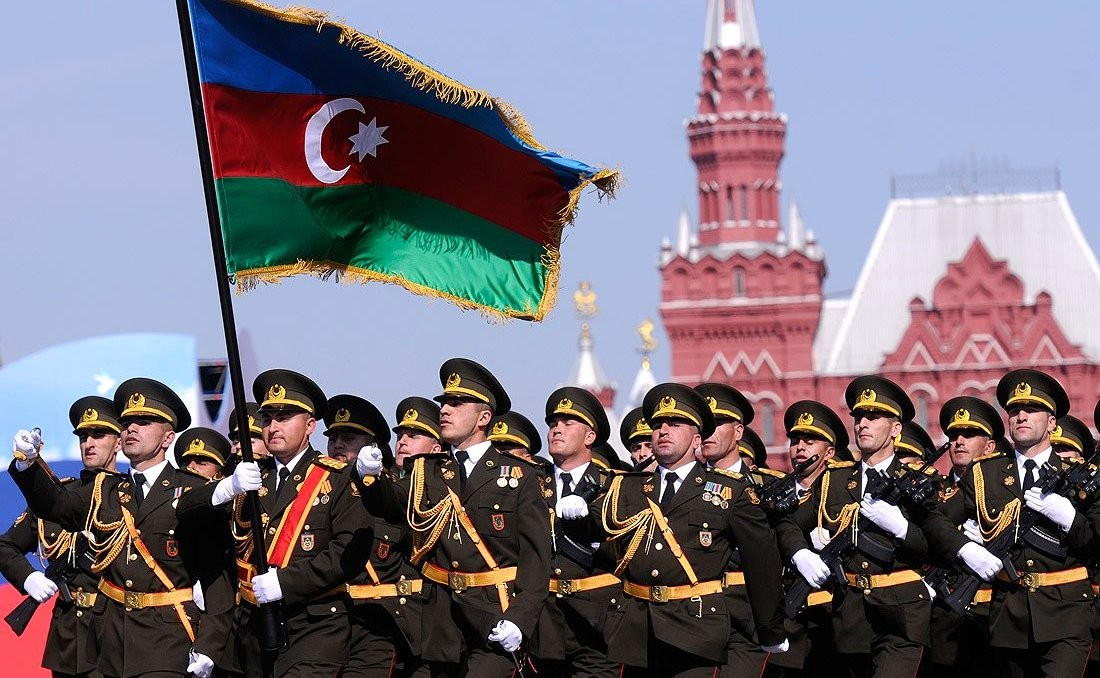
接受检阅的 军队
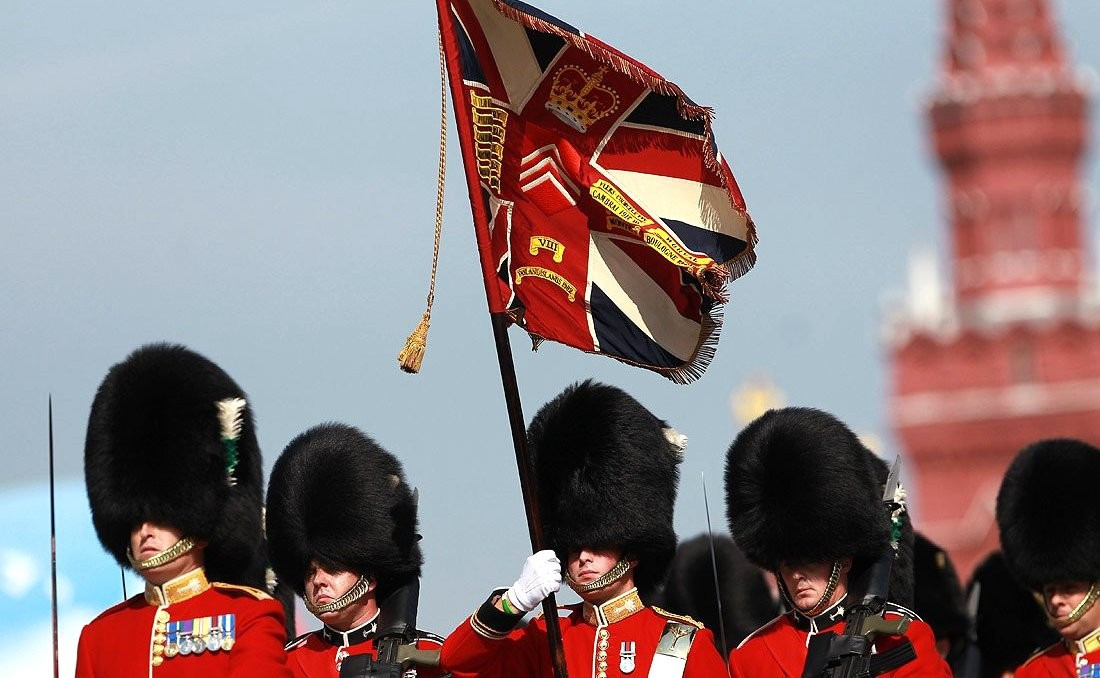
接受检阅的 英国军队
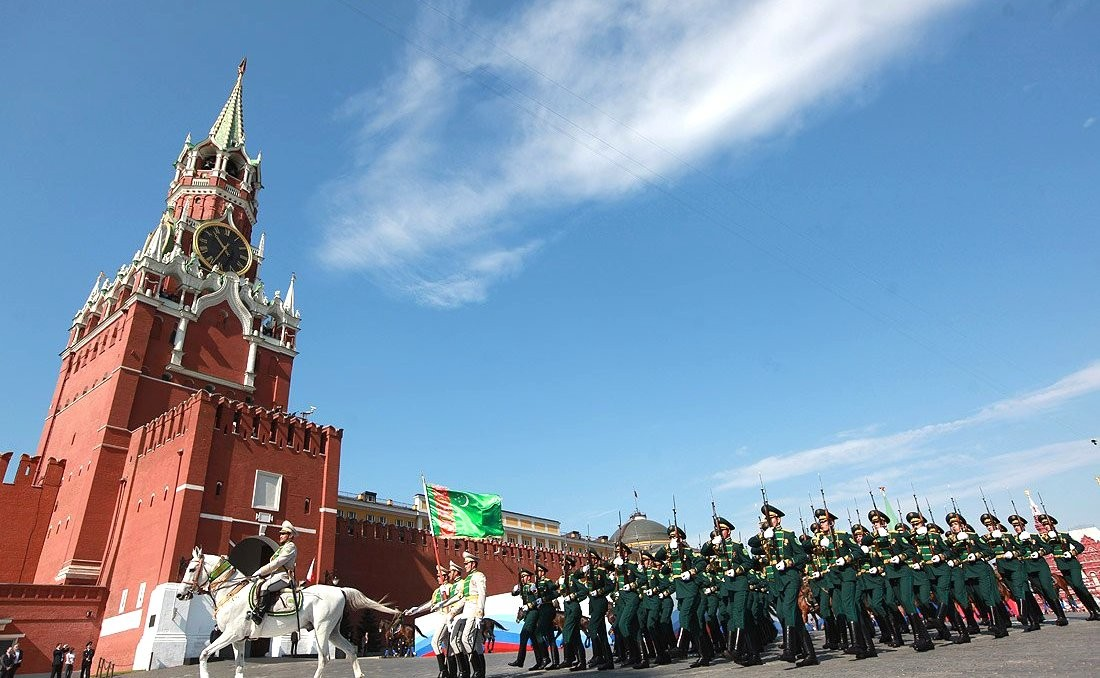
接受检阅的 军队